# Toxomerus ferroxida
Toxomerus ferroxida är en tvåvingeart som först beskrevs av Hull 1942.  Toxomerus ferroxida ingår i släktet Toxomerus och familjen blomflugor. Inga underarter finns listade i Catalogue of Life.